# 16223 Racheljoseph
16223 Racheljoseph è un asteroide della fascia principale. Scoperto nel 2000, presenta un'orbita caratterizzata da un semiasse maggiore pari a 2,898988 UA e da un'eccentricità di 0,051079, inclinata di 1,588709° rispetto all'eclittica. Ha un diametro di 5,037 km.